# Hemicaranx bicolor
Hemicaranx bicolor is een straalvinnige vissensoort uit de familie van de horsmakrelen (Carangidae). De wetenschappelijke naam van de soort is voor het eerst geldig gepubliceerd in 1860 door Günther.